# King Charles spaniel

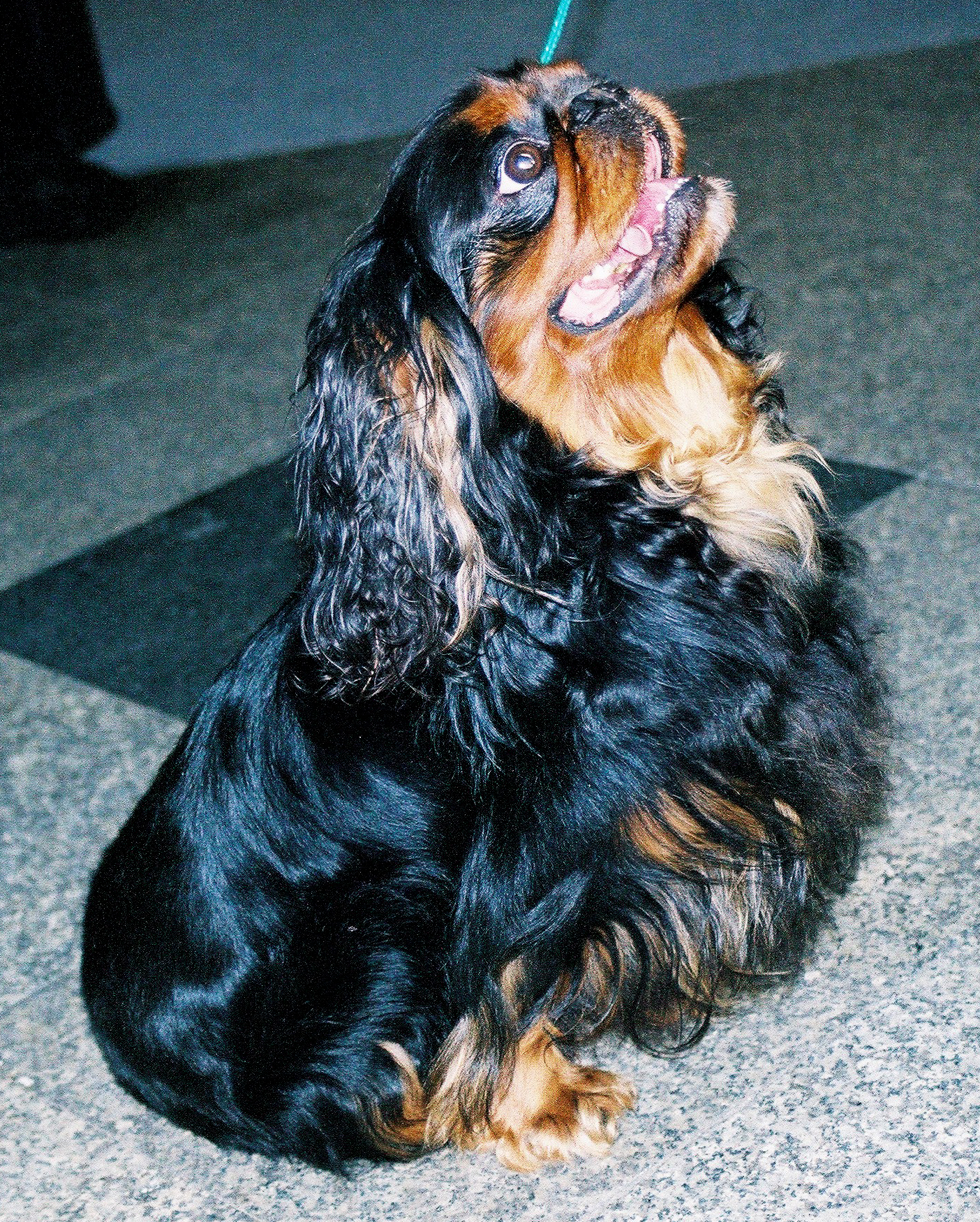
King Charles Spaniel

King Charles Spaniel è la denominazione di una razza di cani da compagnia utilizzati, a volte, anche come cani da caccia in pianura per le loro ottime capacità visive e olfattive.

## Storia
La razza è originaria del Regno Unito, ma le sue prime raffigurazioni risalgono ad alcuni arazzi francesi del XV secolo.
Un esemplare di questo tipo compare anche in un quadro dipinto da Tiziano.

## Carattere
I King Charles sono cani vivaci, anche se all'inizio diffidenti con gli estranei.
Non necessitano di una grande tolettatura, ma gli occhi e le orecchie devono essere puliti regolarmente.

## Curiosità
- I King Charles furono a lungo gli unici cani ammessi alla corte d'Inghilterra.
- Alcuni esemplari possono nascere anuri o brachiuri.[1]

## Aspetto
- Colore: nero e rossiccio, rubino, bianco e castano.
- Orecchie: lunghe e con abbondanti frange.
- Coda: incurvata e portata con allegria.
- Occhi: Scuri e molto espressivi.